# Zandvlietsluis
Die Zandvlietsluis (deutsch: Zandvlietschleuse) ist eine Seeschleuse im Hafen von Antwerpen, etwa 16 Kilometer nördlich vom Stadtzentrum von Antwerpen. Sie ist eine der Verbindungen zum östlich der Schelde liegenden Hafenabschnitt Kanaaldok. Die Schleuse wurde 1967 fertiggestellt und 1989 durch die Eröffnung der parallel verlaufenden Berendrechtsluis zu einer Doppelschleuse erweitert. Mit einer Länge von 500 Metern und einer Breite von 57 Metern war sie bis zur Fertigstellung der Pierre Vandammesluis im Hafen Zeebrugge 1984 die größte Schleuse der Welt. Namensgeber ist die östlich des Kanaaldoks gelegene Ortschaft Zandvliet, die heute Teil des nördlichen Stadtbezirks Berendrecht-Zandvliet-Lillo von Antwerpen ist.

## Schleuse
Die belgische Regierung beschloss 1956 einen Zehnjahresplan zum Ausbau des Hafens von Antwerpen, der auch den großangelegten Ausbau des Kanaaldoks im nordöstlichen Teil beinhaltete sowie einen neuen Zugang am rechten Scheldeufer über die damals größte Schleuse der Welt. Zwischen 1957 und 1967 verdoppelten sich die Hafenanlagen auf 10.000 Hektar und die Wasserfläche auf  900 Hektar. Allein für den Bau der neuen Schleusenanlage wurden 3.000.000 m³ Erdreich ausgehoben und für die Schleusenkammer 700.000 m³ Beton verbaut. Bei Innenmaßen von 500 Meter Länge und 57 Meter Breite beträgt die Drempeltiefe 13,5 Meter. Die tideabhängige Fallhöhe variiert von 4 bis 5 Meter, bei letzterer dauert das Füllen und Leeren der Kammer 15 Minuten. Die Schleuse ist mit vier 24,5 Meter hohen, 58,6 Meter langen und 9,9 Meter breiten Stahl-Schiebetoren von je 1600 Tonnen Gewicht ausgestattet. Nach zehn Jahren Bauzeit konnte die Zandvlietsluis am 3. Juli 1967 in Betrieb genommen werden.
Ab 1982 wurde südlich der Zandvlietsluis eine zweite, nahezu baugleiche Schleuse gebaut. Die Berendrechtsluis hat bei gleicher Schleusenkammerlänge und Drempeltiefe aber eine Breite von 68 Metern und war bis zur Fertigstellung der Kieldrechtsluis am linken Scheldeufer 2016 die größte der Welt.

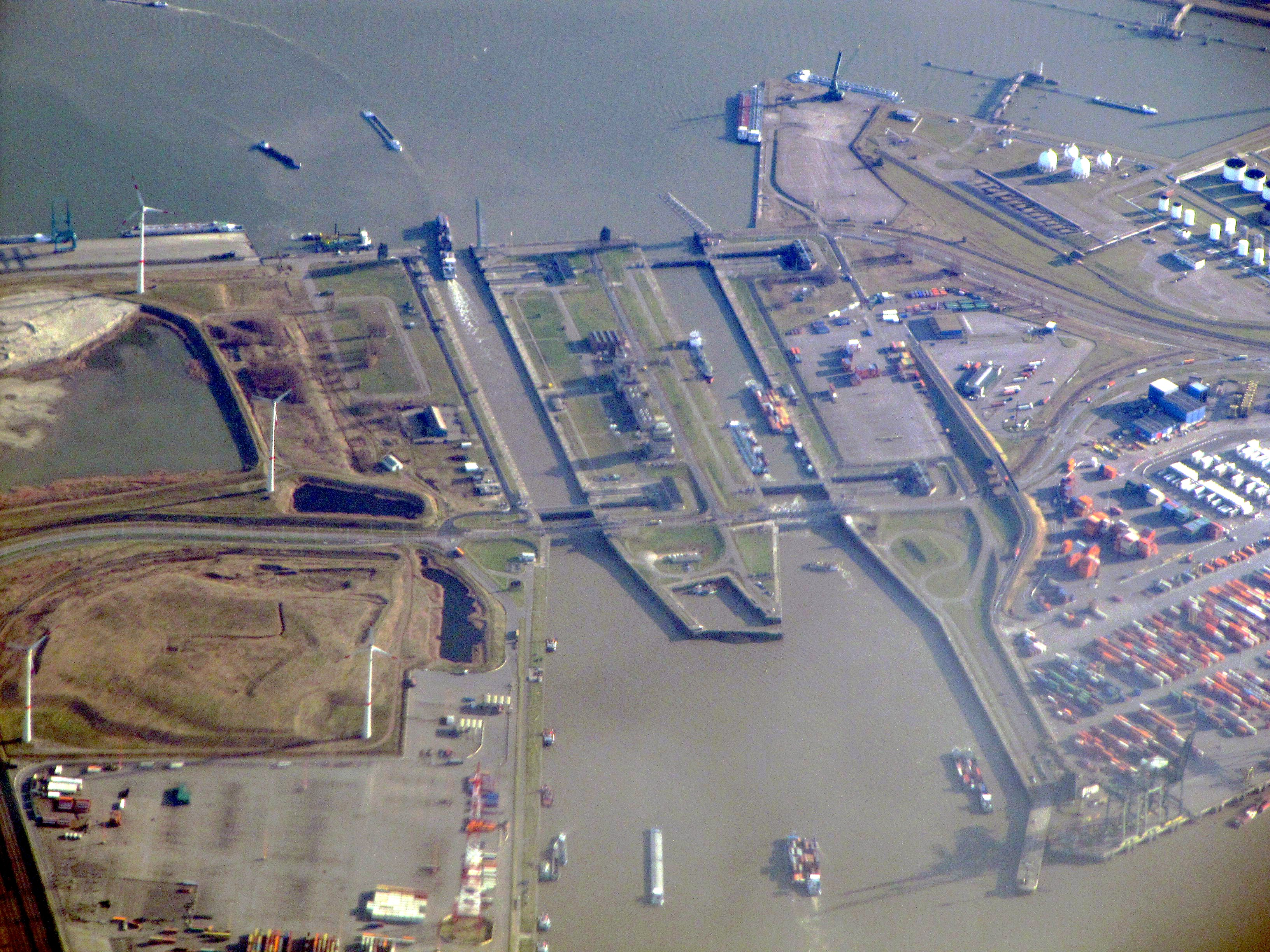
Links die Zandvlietsluis und rechts die Berendrechtsluis
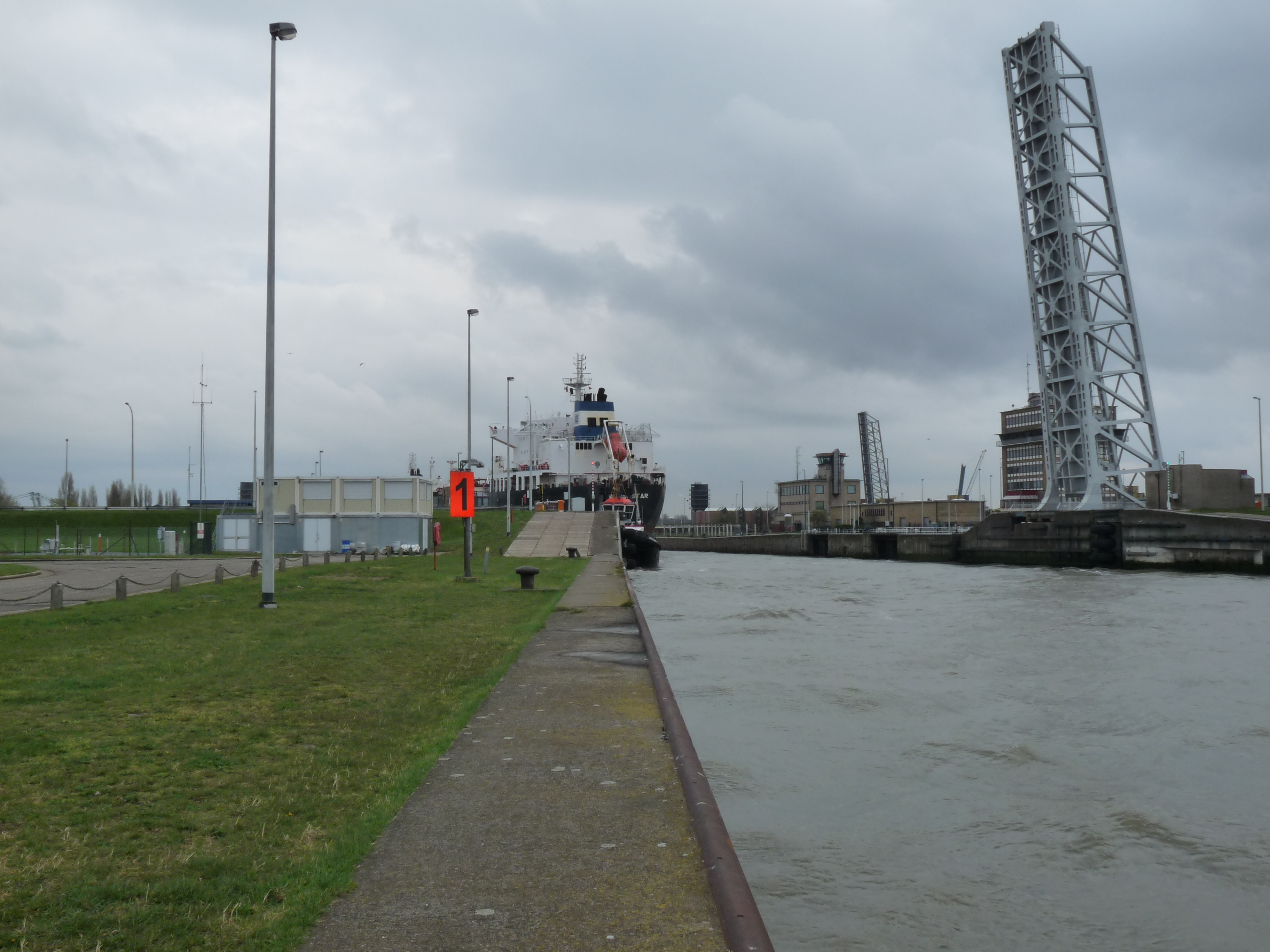
Die geöffnete Klappbrücke Frederik Hendrikbrug an der Westseite der Schleuse zur Schelde
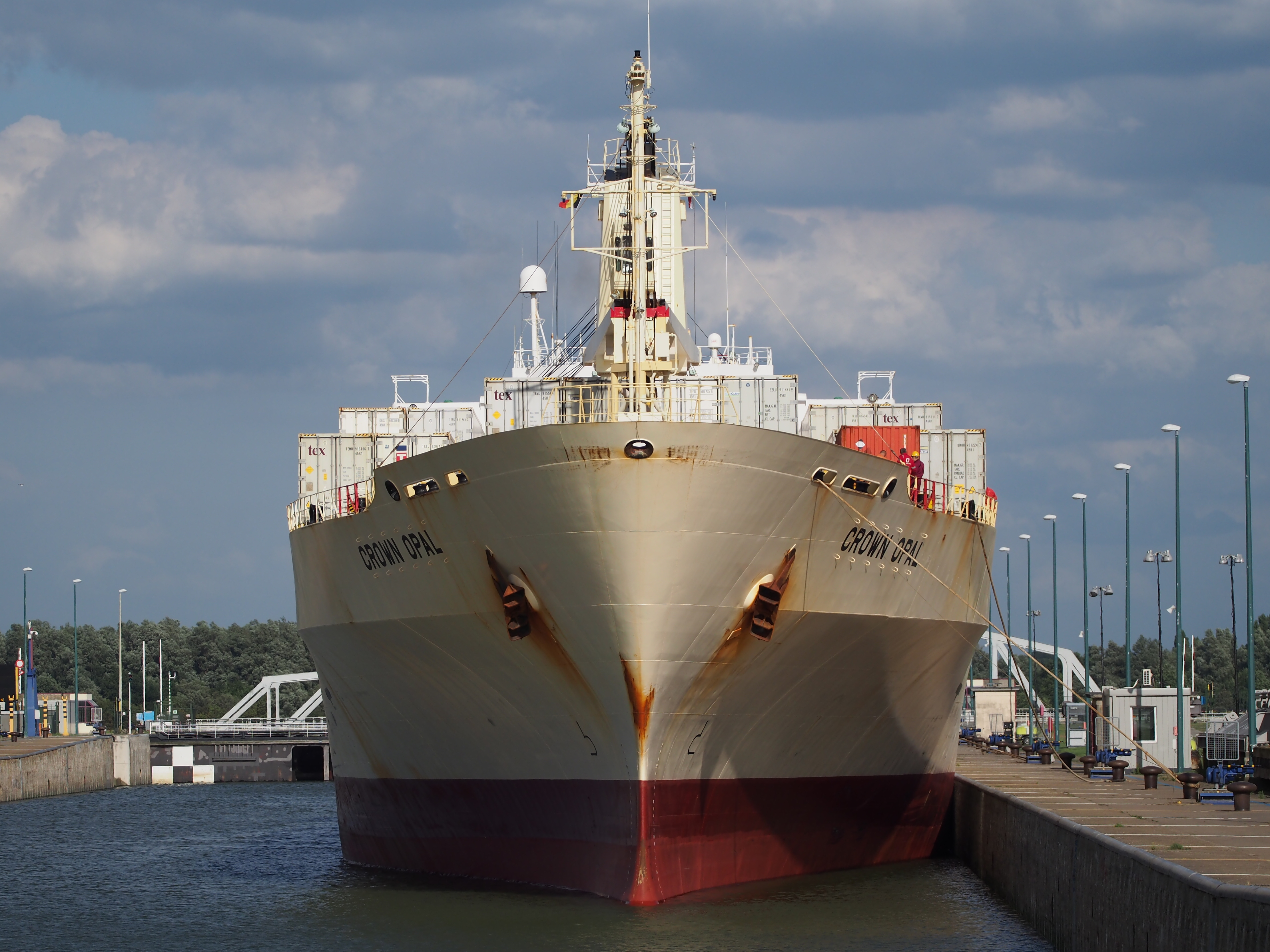
Das Kühlschiff Crown Opal in der Schleuse, im Hintergrund die Zandvlietbrug
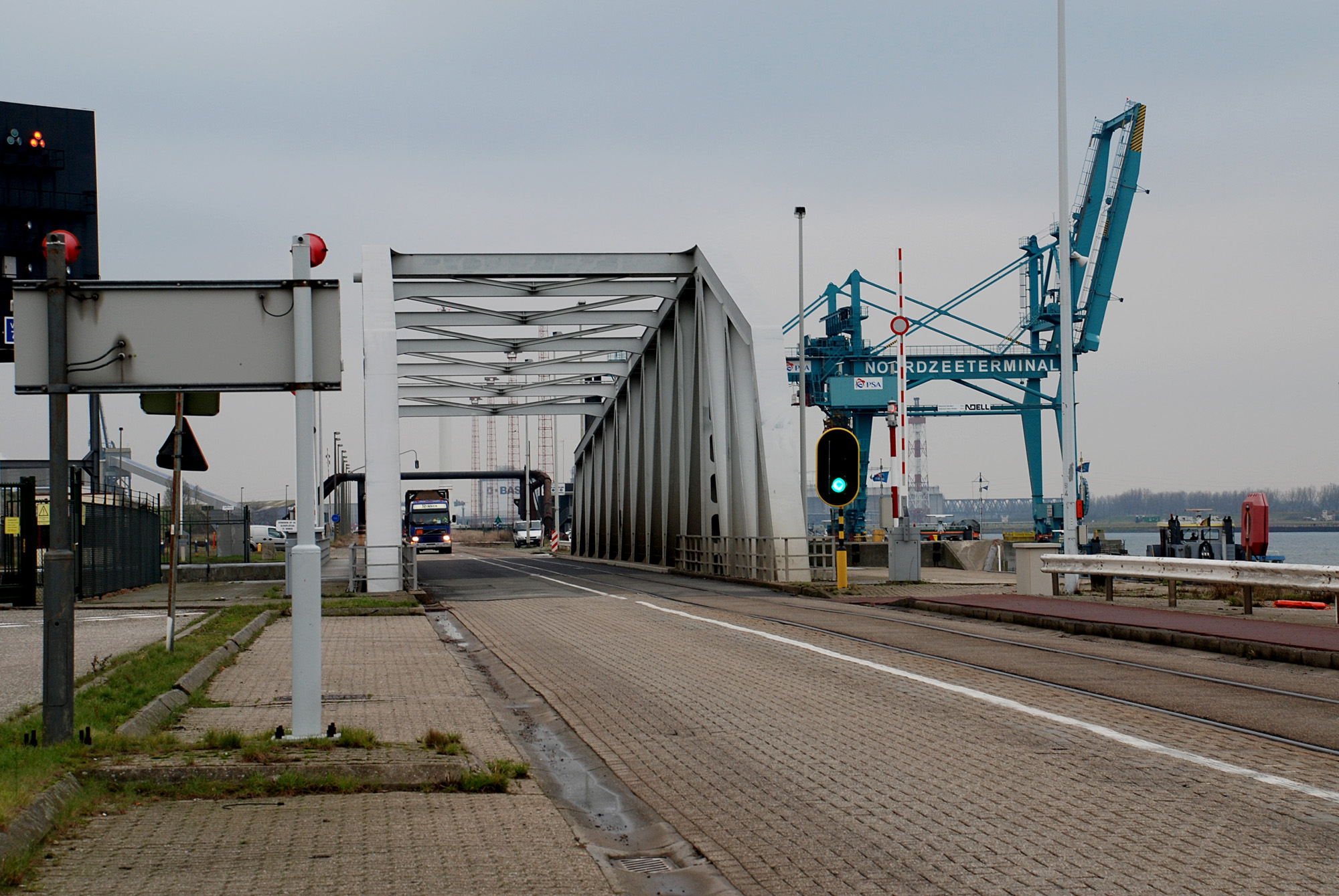
Blick auf die Klappbrücke Zandvlietbrug an der Ostseite der Schleuse zum Kanaaldok

## Brücken
Für die Eisenbahn- und Straßenverbindung über die Schleuse errichtete man im Zuge des Neubaus eine Klappbrücke über den östlichen Schleusenkopf. Die Zandvlietbrug wurde 1966 fertiggestellt und ist eine einflügelige Zapfenbrücke mit tiefliegendem Gegengewicht. Sie hat einen 84 Meter langen und 13,5 Meter breiten Brückenträger aus Stahl, der als Ständerfachwerk mit untenliegender Fahrbahn ausgeführt ist und zwei Fahrstreifen Platz bietet. In den östlichen Fahrstreifen ist zudem ein Eisenbahngleis eingelassen. Die Stahlkonstruktion hat zwischen den Achsen der Drehzapfen und dem Klappenende eine Spannweite von 63 Metern und wird über zwei 5230-kN-Hydraulikzylinder angetrieben. Beim Bau der Berendrechtsluis wurde auch eine Eisenbahn- und Straßenverbindung über die westlichen Schleusenköpfe realisiert. Die Frederik Hendrikbrug am Westende der Zandvlietsluis von 1984 ist nahezu baugleich, die Breite des Fachwerkträgers beträgt aber nur 10,5 Meter. Die Senkgruben der Gegengewichte (Klappbrücken-Keller) beider Brücken liegen jeweils auf der Südseite, wo sich auch die Kammern für die Schleusentore befinden.